# Jan (Ribeiro)
Jan, imię świeckie Mário Manuel Lopes Ribeiro (ur. 10 maja 1965 w Cepões) – portugalski duchowny prawosławny, metropolita i prymas niekanonicznego Portugalskiego Kościoła Prawosławnego.